# Vangionen

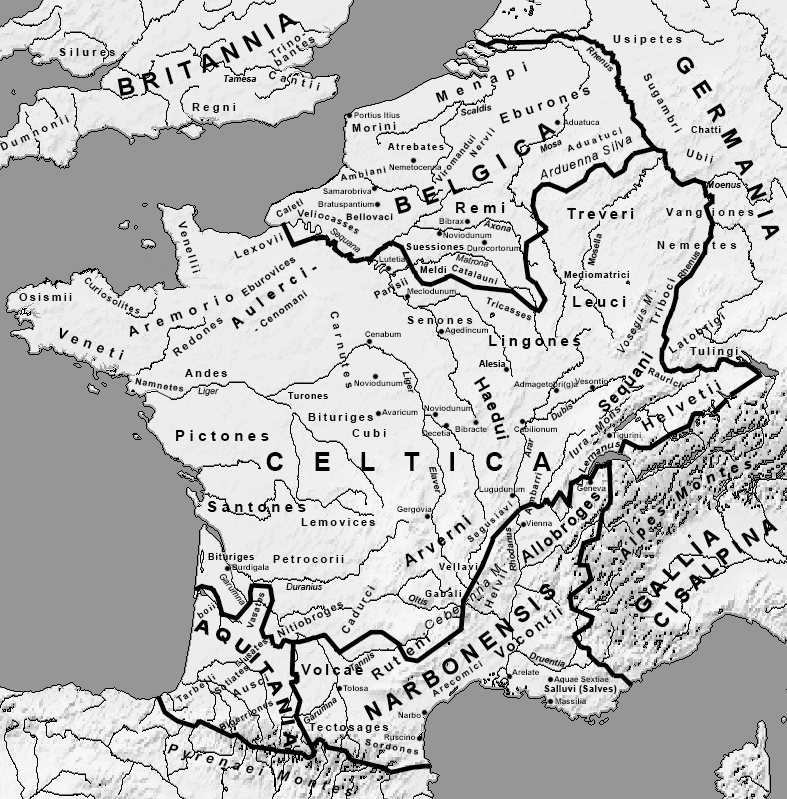
Gallië rond 54 v.Chr.; de Vangionen woonden tussen de Rijn in het oosten en de Treveri in het westen

De Vangionen (of Vangiones) waren een Germaanse stam. Zij maakten mogelijk oorspronkelijk deel uit van het stamverband van de Germaanse Sueben. In 71 v.Chr. trokken zij met Ariovistus de Rijn over en vestigden zich in het huidige gebied rond Worms.
De Romeinen noemden deze stad civitas Vangionum en tot in de zestiende eeuw noemden de inwoners van Worms zich nog Vangionen.
De naam voor de omgeving van Worms - Wonnegau (van Wangengau) - is van deze naam afgeleid.
Alemannen · Ambivarieten · Ambronen · Ampsivaren · Angelen · Angrivariërs · Asdingen · Baemi · Bajuwaren · Bastarnen · Bataven · Bourgondiërs · Bructeren · Cananefaten · Chamaven · Chasuarii · Chatten · Chattuarii · Chauken · Cherusken · Cimbren · Cugerni · Dulgubnii · Fosi · Franken · Frisii · Gepiden · Goten · Harii · Helisiërs · Hermunduren · Herulen · Juten · Lakringen · Lemoviërs · Longobarden · Lugiërs · Manimiërs · Marcomannen · Marobudui · Marsi · Mattiakken · Naharvalen · Nemeten · Nerviërs · Ostrogoten · Quaden · Rugiërs · Saksen · Semnonen · Silingen · Sitones · Skiren · Sueben · Sugambren · Suiones · Tencteren · Teutonen · Toxandriërs · Triboken · Tubanten · Tudri · Tungri · Ubiërs · Usipeten · Vandalen · Vangionen · Visigoten · Volcae · Warnen
Germani cisrhenani:
Caerosi · Condrusi · Eburonen · Paemani · Segni
Stamverenigingen:
Herminones · Ingvaeones · Istvaeones